# Jules Bonnier
Pour les articles homonymes, voir Bonnier.
Jules Bonnier, né le 31 août 1859 à Templeuve (Nord) et mort le 10 mai 1908, est un zoologue carcinologiste français.

## Biographie
Fils d'un représentant en vin du nord de la France, il suivit des études en zoologie et se spécialisa dans l'étude des crustacés, sous la direction d'Alfred Giard et au sein du Laboratoire de zoologie maritime de Wimereux.
C'est lui qui installa le laboratoire de pont du Français, le bateau construit par Jean-Baptiste Charcot pour sa première expédition au Pôle Sud.
En 1904, il fut atteint de démence à la suite d'une maladie incurable.
Jules Bonnier n'a aucun lien familial avec le botaniste Gaston Bonnier qui succéda à Alfred Giard. Il est le frère de Louis, Pierre et Charles Bonnier, ainsi que l'oncle du résistant Claude Bonnier.